# 孫氏 (虞潭母)
孫氏（?—?），吳郡富春人，孫權族孫女。丈夫是虞忠，其子為虞潭。丈夫去世後孫氏拒絕改嫁。西晉永嘉末年，虞潭擔任南康太守，率領軍隊討伐杜弢。孫氏拿出家財犒賞戰士，虞潭作戰最終獲勝。後來蘇峻造反，虞潭當時鎮守吳興，朝廷派其征討蘇峻。孫氏又讓其家僕和孫子虞楚跟隨虞潭作戰，並賣掉自己的環珮作為軍資。朝廷於是封賞孫氏為武昌侯太夫人，加金章紫綬。孫氏於咸和末年去世，享年九十五歲。晉成帝派使者前來吊唁，並給其諡號為定夫人。

## 延伸阅读
[在维基数据编辑]
 《晉書·卷096》，出自房玄齡《晉書》